# Wereldkampioenschap veldrijden 1957
De achtste editie van het wereldkampioenschap veldrijden werd gehouden op 24 februari 1957 in Edelare, België.
Zo'n 30.000 toeschouwers omzoomden een parcours van 4.100 meter, met daarin opgenomen de Hel van Kerselare -een vijftien meter diepe kuil-, dat vijf keer moest worden gerond wat de totale afstand deze editie tot 20,5 kilometer bracht. Uit acht landen, waaronder de DDR dat voor het eerst een team afvaardigde, namen elk vier renners deel, uit Nederland drie deelnemers en uit de debuterende landen Hongarije en Zweden elk twee.
Na 1952, 1954 en 1956 werd het erepodium voor de vierde keer gevuld met twee nationaliteiten. De eerste drie keer met twee Fransen en een Zwitser, ditmaal met twee Fransen en een Belg. André Dufraisse behaalde zijn vierde opeenvolgende titel met zijn zevende opeenvolgende podiumplaats bij evenvele deelnames. Bij zijn achtste deelname nam 'thuisrijder' Firmin Van Kerrebroeck als eerste Belg op dit podium plaats, hij werd tweede. De resultaten van zijn zeven vorige deelnames waren respectievelijk 12e, niet gefinisht, 8e, 11e, niet gefinisht, 11e en 9e. Bij zijn vierde deelname behaalde Georges Meunier na zijn tweede plaats in 1956 deze editie de derde plaats, in 1950 en 1951 werd hij vierde. Eerdere podiumgangers die dit jaar deelnamen waren Albert Meier (nu 6e) en Pierre Jodet (8e). Manus Brinkman finishte als enige Nederlander, hij werd 21e.

## Uitslagen

### Individueel
| #      | Renner                 | Land                           | Tijd     |
| ------ | ---------------------- | ------------------------------ | -------- |
| Goud   | André Dufraisse        | Frankrijk                      | 1u17'53  |
| Zilver | Firmin Van Kerrebroeck | België                         | + 1'11   |
| Brons  | Georges Meunier        | Frankrijk                      | + 2'04   |
| 4      | Graziano Pertusi       | Italië                         | + 2'54   |
| 5      | René De Rey            | België                         | + 3'58   |
| 6      | Albert Meier           | Zwitserland                    | + 4'25   |
| 7      | Rolf Wolfshohl         | West-Duitsland                 | + 4'48   |
| 8      | Pierre Jodet           | Frankrijk                      | + 4'55   |
| 9      | Jempy Schmitz          | Luxemburg                      | + 5'14   |
| 10     | Roger De Clercq        | België                         | + 5'19   |
| 11     | Robert Aubry           | Frankrijk                      | + 6'19"  |
| 12     | Mario Rossi            | Italië                         | + 6'32"  |
| 13     | Italo Guerciotti       | Italië                         | + 7'27"  |
| 14     | Günther Oldeburg       | Duitse Democratische Republiek | z.t.     |
| 15     | Romano Ferri           | Italië                         | + 7'42"  |
| 16     | Marcel Erdin           | Zwitserland                    | z.t.     |
| 17     | Facundo Zabaleta       | Spanje                         | + 8'49"  |
| 18     | Marco Thewes           | Luxemburg                      | + 9'09"  |
| 19     | H. Dahlbom             | Zweden                         | + 9'22"  |
| 20     | José Michelena         | Spanje                         | + 10'09" |
| 21     | Manus Brinkman         | Nederland                      | + 10'22" |
| 22     | Ray Kramp              | Luxemburg                      | + 10'32" |
| 23     | Siegfried Wustrow      | Duitse Democratische Republiek | + 10'36" |
| 24     | Hans Kubicki           | Duitse Democratische Republiek | + 11'47" |
| 25     | Luis Otaño             | Spanje                         | + 12'55" |
| 26     | Norbert Psarski        | West-Duitsland                 | + 14'25" |
| 27     | Heinz Ruffenach        | West-Duitsland                 | z.t.     |
| 28     | Johny Goedert          | Luxemburg                      | + 16'52" |
| 29     | Karl Ivar Andersen     | Zweden                         | + 17'02" |
| 30     | Louis Aranyi           | Hongarije                      | z.t.     |
| 31     | Ewald Brütsch          | Zwitserland                    | + 18'05" |
| 32     | Hanrueli Dubach        | Zwitserland                    | + 20'09" |
|        | Georges Furnière       | België                         | DNF      |
|        | Gunther Grunewald      | Duitse Democratische Republiek | DNF      |
|        | Janos Devai            | Hongarije                      | DNF      |
|        | Gerrit Bestebreurtje   | Nederland                      | DNF      |
|        | Mick Snijder           | Nederland                      | DNF      |
|        | Felipe Alberdi         | Spanje                         | DNF      |
|        | Gunther Debusmann      | West-Duitsland                 | DNF      |

### Landenklassement
Op basis klasseringen eerste drie renners.
| # | Land                           | Punten |
| - | ------------------------------ | ------ |
| 1 | Frankrijk                      | 0012   |
| 2 | België                         | 0017   |
| 3 | Italië                         | 0029   |
| 4 | Luxemburg                      | 0049   |
| 5 | Zwitserland                    | 0053   |
| 6 | West-Duitsland                 | 0060   |
| 7 | Duitse Democratische Republiek | 0061   |
| 8 | Spanje                         | 0062   |
|   | Nederland                      | 000-   |

1950 · 
1951 · 
1952 · 
1953 · 
1954 · 
1955 · 
1956 · 
1957 · 
1958 · 
1959 · 
1960 · 
1961 · 
1962 · 
1963 · 
1964 · 
1965 · 
1966 · 
1967 · 
1968 · 
1969 · 
1970 · 
1971 · 
1972 · 
1973 · 
1974 · 
1975 · 
1976 · 
1977 · 
1978 · 
1979 · 
1980 · 
1981 · 
1982 · 
1983 · 
1984 · 
1985 · 
1986 · 
1987 · 
1988 · 
1989 · 
1990 · 
1991 · 
1992 · 
1993 · 
1994 · 
1995 · 
1996 · 
1997 · 
1998 · 
1999 · 
2000 · 
2001 · 
2002 · 
2003 · 
2004 · 
2005 · 
2006 · 
2007 · 
2008 · 
2009 · 
2010 · 
2011 · 
2012 · 
2013 · 
2014 · 
2015 · 
2016 · 
2017 · 
2018 · 
2019 ·
2020 ·
2021 ·
2022 ·
2023 ·
2024 ·
2025

Categorieën

Mannen elite · 
vrouwen elite · 
mannen beloften · 
vrouwen beloften · 
jongens junioren · 
meisjes junioren · 
gemengde estafette

Voormalig:
mannen amateurs